# Orăștie
Orăștie (ungerska: Szászváros, tyska: Broos) är en stad (municipiu) i länet Hunedoara i den sydvästra delen av det historiska landskapet Transsylvanien i västra Rumänien. Staden hade 18 227 invånare enligt folkräkningen 2011.

## Bilder

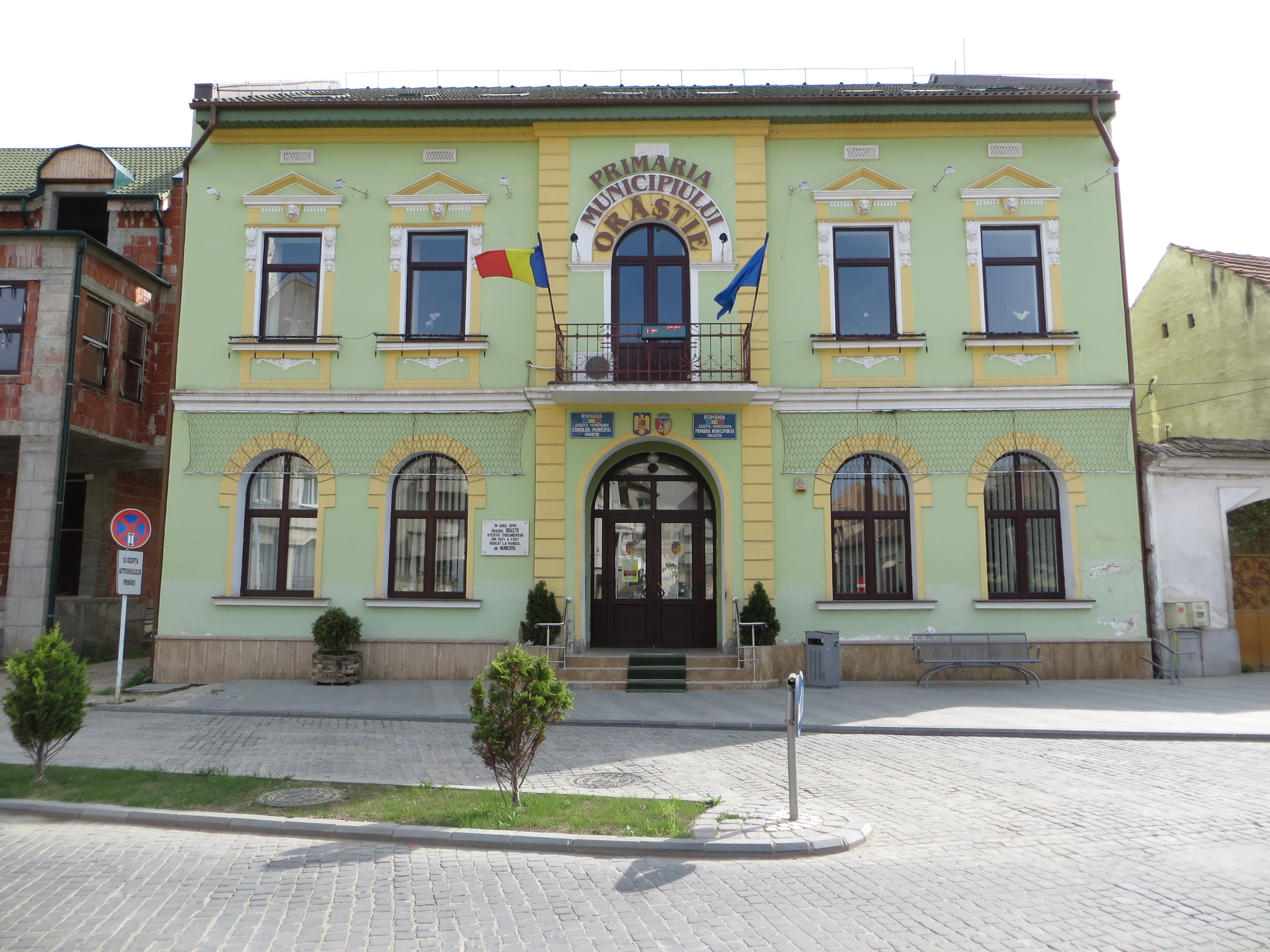
Stadshuset.
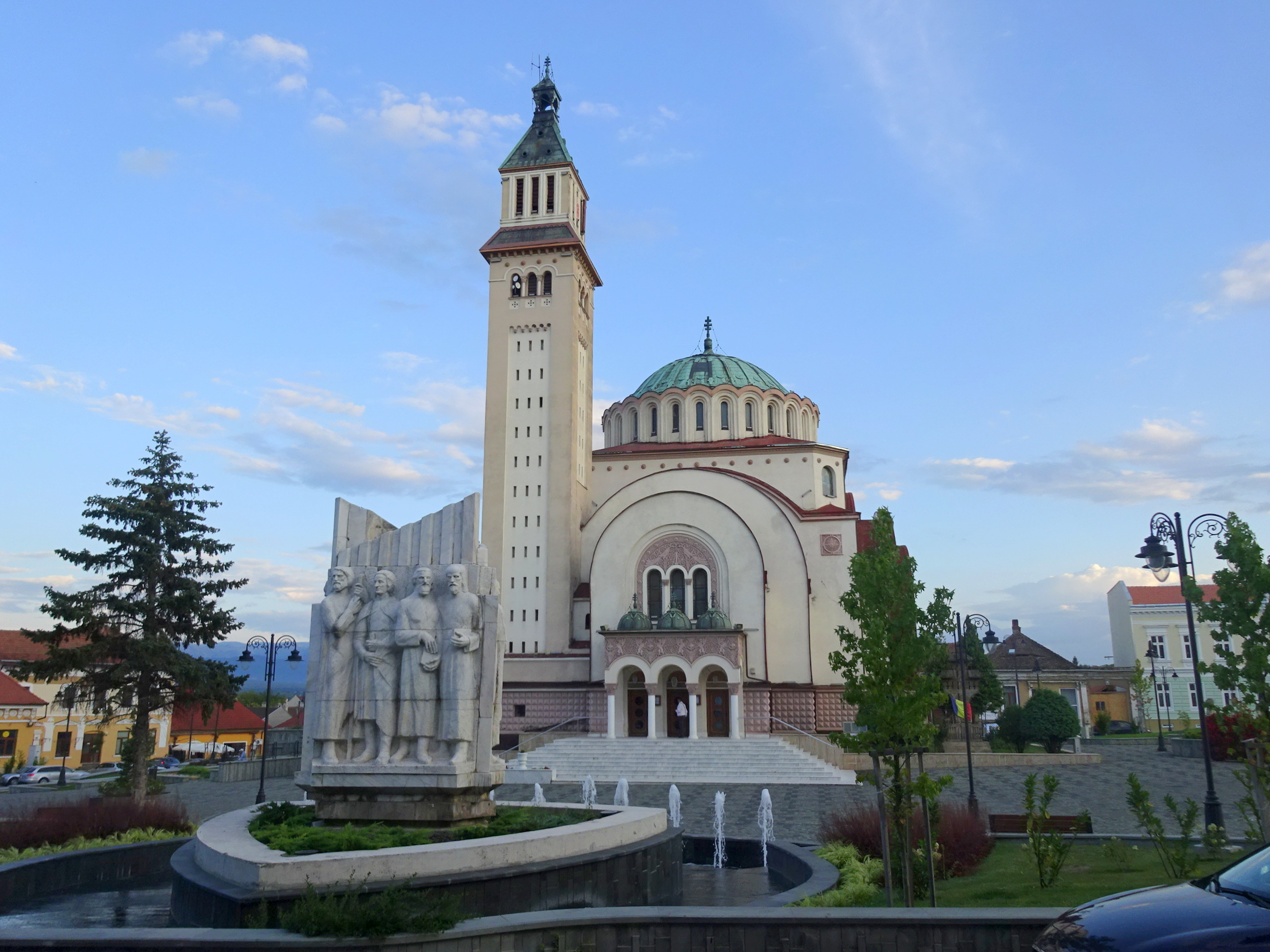
Ortodoxa katedralen.
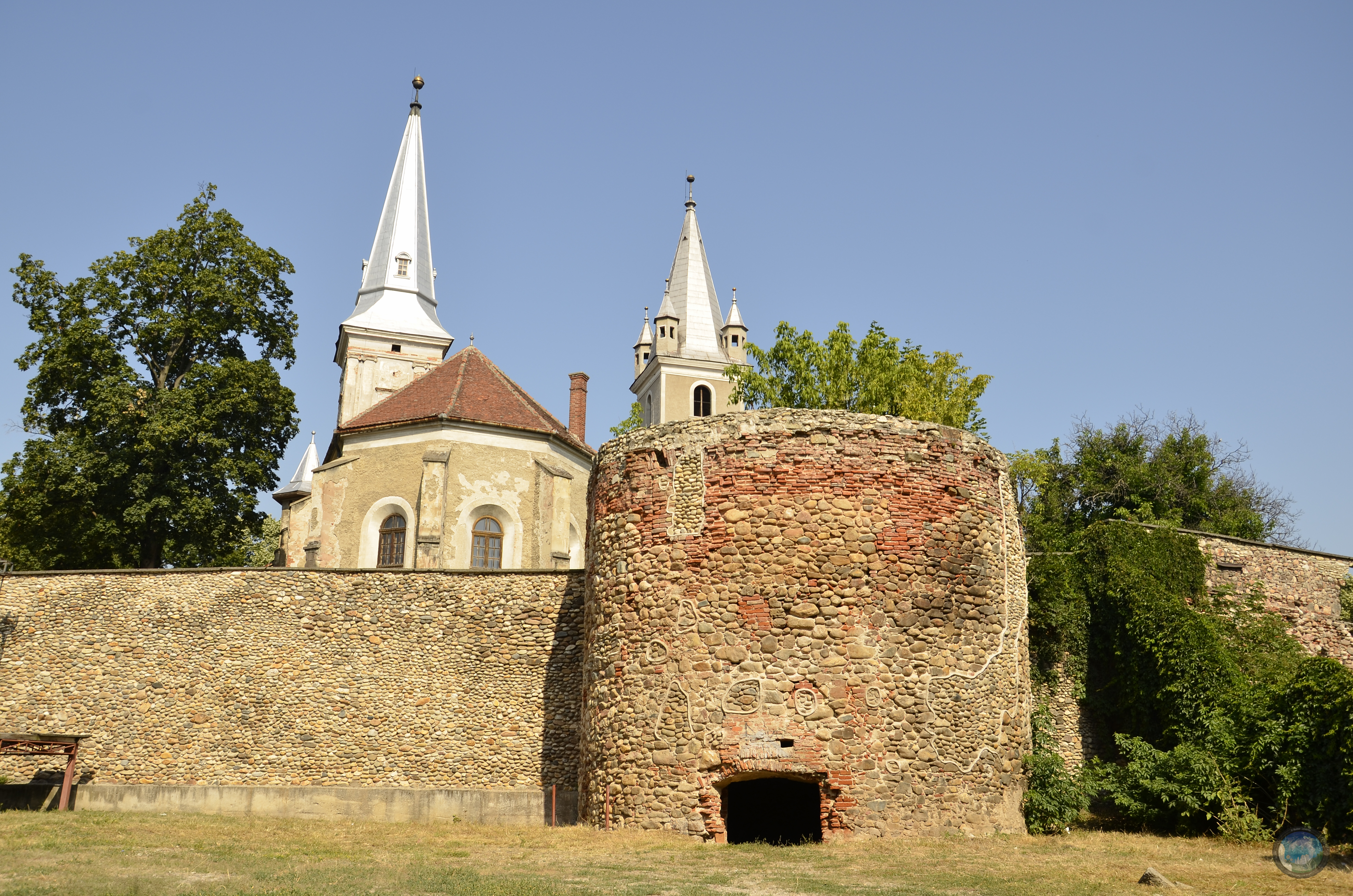
Citadellet med den reformerta kyrkan respektive den lutherska kyrkan.
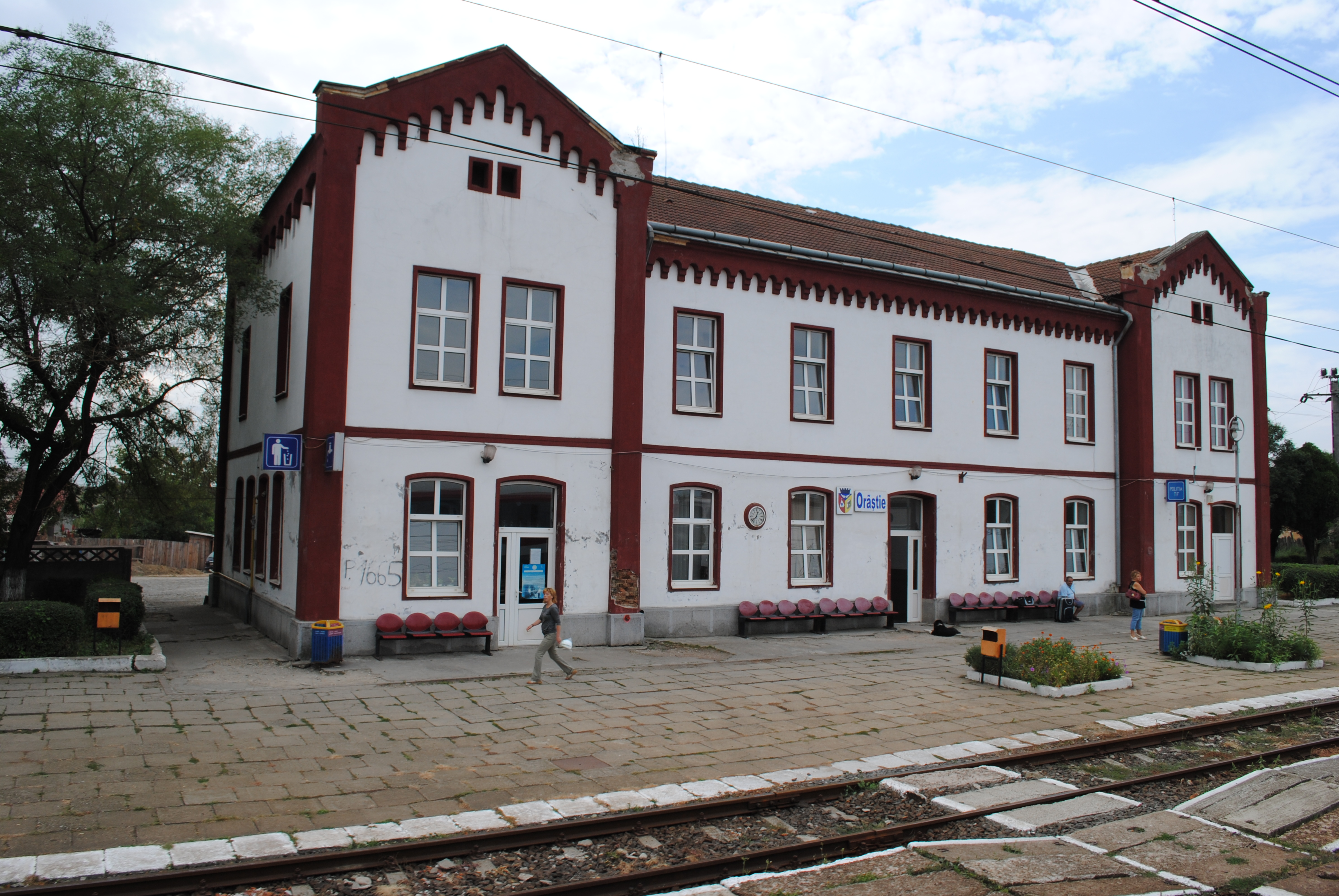
Järnvägsstationen.